# الهباه (الرقة)
الهباه قرية في سوريا وهي قرية تقع شمال مدينة الرقة مسافة 65 كيلومترا ويبلغ عدد السكان 1000 شخص أو أكثر وكافة السكان هم من نفس القبيلة ويتحدث الجميع اللهجة البدوية  ويمارس السكان رعاية الغنم والزراعة ويعتمد السكان في الزراعة على الأمطار جميع السكان هم من القبائل المعروفة وقبيلتهم عنزة.